# David Seedorff
David Seedorff (født 4. december 1951, død 22. november 2017) var en dansk skuespiller.
Seedorff er uddannet på skuespillerskolen ved Odense Teater i 1976.

## Udvalgt filmografi

### Tv-serier
- En by i Provinsen (1977-1980)
- Een stor familie (1982-1983)
- Gøngehøvdingen (1991-1992)
- Ørnen (2004)